# Suicídio na Coreia do Sul

Taxas de suicídio no mundo

O suicídio na Coreia do Sul é um problema social bastante relevante, já que o país tem a segunda maior taxa de suicídios no mundo (superado apenas por Guiana), segundo a Organização Mundial da Saúde (OMS), bem como a maior taxa de suicídio de um Estado membro da OCDE.
O grupo social que mais concentra casos de suicídio, em comparação com outros países do mundo desenvolvido, são os idosos. A prevalência de suicídio entre os idosos sul-coreanos dar-se-á devido à generalizada pobreza entre esta faixa etária na Coreia do Sul, com quase metade da população idosa do país abaixo da linha de pobreza. Combinada com uma mal financiada rede de segurança social para os idosos, isso resulta em diversos casos registrados de suicídios e tentativas de suicídio entre a terceira idade. Os motivos são bastante variados, destacando-se a visão subjetiva de que estes são "um fardo financeiro para as suas famílias", uma vez que a velha estrutura social onde os mais novos cuidam dos mais velhos praticamente desapareceu no século XXI. Como resultado, pessoas que vivem em áreas rurais tendem a ter taxas de suicídio mais elevadas.
No entanto, os esforços do governo para diminuir a taxa tem mostrado eficácia desde 2014, quando houve 27,3 suicídios por 100 mil pessoas, uma queda de 4,1% em relação ao ano anterior (28,5 pessoas) e a menor desde 2008, quando registrou-se 26,0 por 100 mil pessoas.

## Estatísticas

### Idade
Entre os idosos, a taxa de suicídios é substancialmente alta, principalmente naqueles com baixo poder aquisitivo. O sistema de bem-estar na Coreia do Sul, que envolve o fator previdenciário, possui uma estrutura mal financiada e mal elaborada, alvo de críticas de inúmeras organizações e estudiosos do mundo inteiro. Isso resulta numa aposentadoria mal calculada e com grandes falhas sociais, o que é vista como motivo de boa parte do suicídio de idosos com aposentadoria escassa pelo país. Ademais, leva-se em conta também a recente industrialização e mudanças de costumes culturais.
Embora muito baixo em comparação com os idosos, os jovens também apresentam uma notável taxa de suicídio na Coreia do Sul.

### Gênero
Em média, os homens têm uma taxa de suicídio quase duas vezes maior que as mulheres. No entanto, a taxa de tentativa de suicídio é maior entre as mulheres. De acordo com um estudo da Universidade de Seul, os homens usam métodos mais graves e letais de suicídio, com maiores taxas de conclusão de suicídio, enquanto que as mulheres nem sempre conseguem ter êxito em suas tentativas. O Risk-Rescue Rating Scale (RRRS), que mede a letalidade do método suicida, através da medição da relação entre risco e fatores de resgate, em média, atribui 37,18 de chances de concretização de um suicídio para os homens e 34,00 para as mulheres. O mesmo estudo tem trazido à tona o fato de que as mulheres tentam cometer suicídio mais como uma demonstração, ao passo que os homens cometem suicídio com um propósito determinado.
Em comparação com outros países da OCDE, a taxa de suicídio entre o sexo feminino da Coreia do Sul é a maior registrada, com 15,0 mortes a cada 100.000 óbitos, enquanto a taxa de suicídio masculina fica em 32,5 a cada 100.000 óbitos. As mulheres também apresentaram maior aumento de taxa proporcional de suicídio sobre os homens entre 1986 e 2005. Os homens aumentaram sua taxa em 244%, enquanto as mulheres elevaram em 282%.

### Nível socioeconômico
O nível socioeconômico é medido pelo nível de educação, grau de urbanidade e privação da residência de uma população. A razão pela qual muitos adolescentes têm tendências suicidas são devido ao baixo nível socioeconômico, alto stress, sono inadequado, uso de álcool e tabagismo. O fator de dificuldade econômica é conhecido como o mais frequentemente referido motivo de suicídios entre os idosos. Como 71,4% da população idosa possui baixos níveis educacionais e 37,1% deles vivem em áreas rurais, eles são mais propensos a enfrentar dificuldades econômicas, o que pode levar a problemas de saúde e conflitos familiares. Todos esses fatores juntos desencadeiam num aumento da ideação suicida e conclusão do suicídio. All these factors together lead to an increase in suicidal ideation and completion.

### Regiões
Gangwon tem a maior taxa de suicídio em comparação com qualquer outra região geográfica na Coreia do Sul, concentrando 37,84% dos casos. Na sequência, aparecem Chungnam e Jeonbuk, com a segunda e terceira maiores concentrações de taxas de suicídio, respectivamente. Ulsan, Gangwon e Incheon detém as maiores taxas de suicídio entre os idosos - pessoas com idade superior a 65 anos. Daegu tem a maior taxa de suicídio por idade variando de 40 a 59 anos. Gangwon, Jeonnam e Chungnam têm as maiores taxas de suicídio entre a faixa etária de 20 a 39 anos de idade.

### Métodos
Como a lei sul-coreana fortemente restringe o porte de armas, apenas um terço das mulheres sul-coreanas usam métodos violentos para cometer suicídio. O envenenamento é o método mais usado entre as mulheres sul-coreanas, que cometem a ação, muitas vezes, com o uso de pesticidas. 58,3% dos suicídios ocorridos entre 1996 e 2005 foi causado por envenenamento por pesticidas. Outro método predominante é o enforcamento.